# Myara sordida
Myara sordida är en insektsart som först beskrevs av Walker, F. 1869.  Myara sordida ingår i släktet Myara och familjen syrsor. Inga underarter finns listade i Catalogue of Life.